# Utsiktens Bollklubb
L'Utsiktens Bollklubb (meglio noto come Utsiktens BK o semplicemente Utsikten) è una società calcistica svedese con sede a Frölunda, uno dei 21 distretti della città di Göteborg. Nel 2022 è tornato a militare in Superettan, la seconda divisione del campionato svedese.
Oggi disputa le proprie partite casalinghe alla Bravida Arena, per via dei requisiti richiesti per la partecipazione alla Superettan.

## Storia
Il club nacque il 3 maggio 1935, quando alcuni giovani si riunirono presso l'appartamento della famiglia Blom, sito all'indirizzo Flaggatan 8, per fondare la squadra.
La denominazione inizialmente pensata era Fjäråskamraterna, nome tratto da un giardino chiamato Fjärås situato nei pressi della torre Utsiktstornet (la quale fu inserita anche nel logo), tuttavia la presenza di un'altra formazione con lo stesso nome nella contea di Halland fece propendere per chiamarsi Utsiktens BK. Inizialmente la maglia da gioco era rossa e i pantaloni neri ma, a seguito di un'amichevole disputata dal Chelsea a Göteborg, le divise degli inglesi piacquero al punto tale da cominciare ad adottare il blu e il bianco.
Nel 1948 venne inaugurato il Majvallen, che divenne l'impianto di casa per molti anni a venire. Oltre a ciò, la stagione 1948-1949 si concluse con il primo posto nel proprio raggruppamento di Klass I, piazzamento che fece salire il club per la prima volta nella quarta serie nazionale, all'epoca nota come Division 4. Nonostante qualche saliscendi tra Division 4 e Klass I, al termine dell'annata 1957-1958 l'Utsiktens BK centrò per la prima volta la promozione in Division 3, il terzo livello nazionale di allora, in cui però militò inizialmente solo per due anni prima di retrocedere. Nel corso degli anni '60 il club prese parte a campionati di Division 3, Division 4 ma anche Division 5, vista la doppia retrocessione avvenuta tra il 1964 e il 1965.
A nove anni dalla precedente apparizione in Division 3, l'Utsiktens BK tornò a disputare quella categoria nel 1972, pur retrocedendo dopo due stagioni. Nel resto del decennio la squadra continuò a giocare prevalentemente in Division 4, ma nel 1979 si ritrovò a militare in quinta serie e nel 1981 addirittura in sesta serie. Negli anni a seguire, il "Kiken" (soprannome del club) continuò ad alternare partecipazioni tra le Division 5 e 6. Negli anni '90 partecipò quasi sempre alla Division 6 tranne che in due occasioni, nel 1994 e nel 1999, anni in cui fu impegnato in Division 5.
Nel nuovo millennio, tra il 2001 e il 2006 prese parte al torneo di Division 4, per poi salire ulteriormente di categoria grazie alle due promozioni consecutive che lo portarono a partecipare alla Division 2 del 2008 (che, visti i cambi di denominazione dei campionati avvenuti nel corso degli anni, rappresentava la quarta serie nazionale).
La stagione 2011 vide l'Utsiktens BK, guidato in panchina dall'ex stella della nazionale Glenn Hysén, vincere il proprio girone di Division 2 con 12 punti di vantaggio sulla seconda in classifica e salire così per la prima volta nella sua storia in Division 1, il terzo livello del calcio svedese.
Un ulteriore, storico salto di categoria lo si ebbe al termine della stagione 2014, quando il club poté festeggiare per la prima volta il salto in Superettan grazie alla vittoria della Division 1 Södra davanti ai concittadini dell'Örgryte, secondi a 7 punti di distacco. Il miglior marcatore stagionale della squadra fu Luka Mijaljevic, con 20 reti in 26 partite.
La prima parentesi nella seconda serie nazionale non fu però fortunata visto che la Superettan 2015 venne conclusa al penultimo posto, il che comportò la discesa in Division 1 dopo una sola annata. Grazie a un paio di deroghe, anche per questa stagione l'impianto casalingo fu il Ruddalens IP, che ormai da decenni era l'abituale campo di casa del club. La media spettatori fu di 408 persone a partita.
Tornato in terza serie, l'Utsiktens BK negli anni a seguire chiuse con piazzamenti di centro-alta classifica, fintanto che nel 2021 arrivò un nuovo primo posto che riportò la squadra in Superettan a sette anni di distanza dalla precedente apparizione. Questa volta il salto di categoria comportò il trasferimento dal Ruddalens IP, che non rispettava più i requisiti richiesti dalla federazione, alla Bravida Arena. A differenza di quanto avvenuto nel 2015, la Superettan 2022 venne chiusa con un undicesimo posto e la conseguente salvezza diretta nonostantela media di pubblico più bassa del campionato, 271 spettatori di media.
Pur mantenendo la media spettatori più bassa del torneo (639), l'Utsiktens BK fu protagonista di una sorprendente Superettan 2023 che, a undici giornate dalla fine, vedeva la formazione del tecnico Bosko Orovic al primo posto con dodici punti di vantaggio sulla terza in classifica. Una striscia negativa di soli tre punti in sette giornate riportò tuttavia il club a lottare per il terzo posto, il quale venne poi mantenuto fino all'ultima giornata. Questo piazzamento consentì di disputare il doppio spareggio contro il Brommapojkarna per salire in Allsvenskan, ma la sconfitta casalinga per 0-7 nella gara di andata mise anticipatamente fine alle speranze di promozione.

## Palmarès

### Competizioni nazionali
- Division 1: 2

2014, 2021
- Division 2: 1

2011

### Altri piazzamenti
- Superettan:

Terzo posto: 2023